# Christian Siriano
Christian Vincent Siriano (Annapolis, 18 de novembro de 1985) é um estilista e designer de moda norte-americano. Em 2018, apareceu na lista de 100 pessoas mais influentes do ano pela Time.